# تومویا تاکشیتا
تومویا تاکشیتا (ژاپنی: 武下 智哉؛ زادهٔ ۷ مهٔ ۲۰۰۲) یک بازیکن فوتبال اهل ژاپن است.
از باشگاه‌هایی که در آن بازی کرده‌است می‌توان به باشگاه فوتبال کاماتامار سان‌اوکی اشاره کرد.